# Dasypus hybridus
El armadillo de nariz larga del sur, mulita o tatú mulita (Dasypus hybridus) es una especie de mamífero cingulado de la familia Dasypodidae (armadillos) que habita en Sudamérica. Se puede encontrar en Argentina, Uruguay, Brasil y Paraguay.

## Distribución, hábitat y dieta

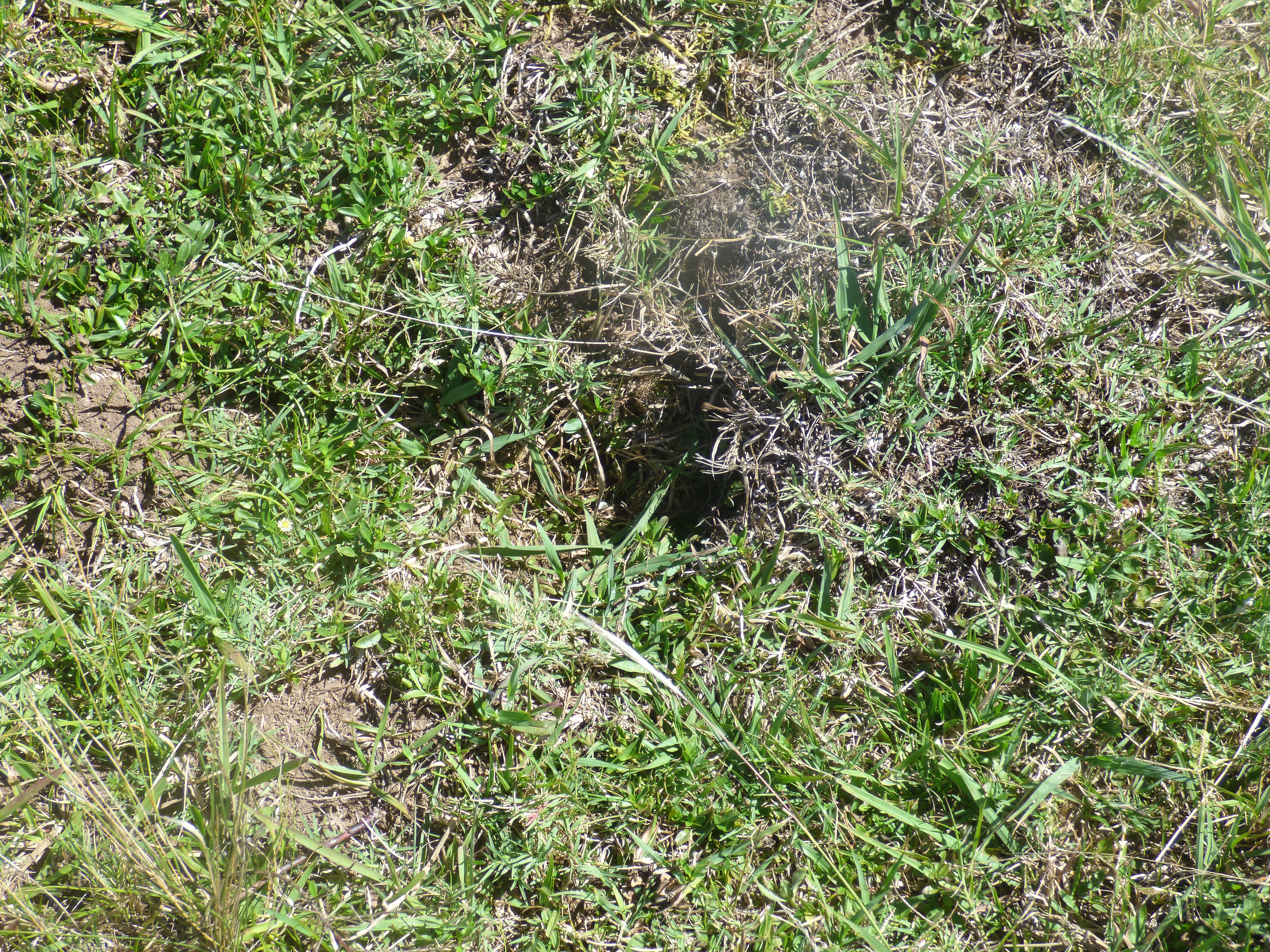
Cueva de mulita encontrada en expedición del investigador del MNHN de Uruguay, Enrique González.

Habita en Argentina, Uruguay, sur de Brasil y Paraguay. En Argentina, se distribuye hasta la provincia de Córdoba y hacia el norte su distribución no es clara debido a la semejanza morfológica con Dasypus septemcinctus. Esta especie es terrestre y fosorial, habita principalmente praderas y sabanas. Se guarecen en madrigueras que exacavan con sus garras. Prefiere zonas de vegetación tupida y afloramientos rocosos entre 0 y 3000 m s. n. m. Su dieta es oportunista y se alimenta principalmente de invertebrados, aunque también comen pequeños vertebrados, vegetales y carroña.

## Morfología
El armadillo de nariz larga del sur posee de 6 a 7 bandas acorazadas de piel osificada de color grisáceo que le cubren la espalda y flancos. Como su nombre lo indica, posee un hocico largo; sus miembros son cortos y rematan en cuatro garras en sus extremidades anteriores y cinco en las traseras. Poseen entre seis y ocho piezas dentales en cada cuadrante maxilar. Sus colas también se encuentran acorazadas con bandas de piel osificada. Pesa alrededor de 2 kg y mide entre 25 y 30 cm; la cola mide la mitad de esta longitud.